# 媚茶

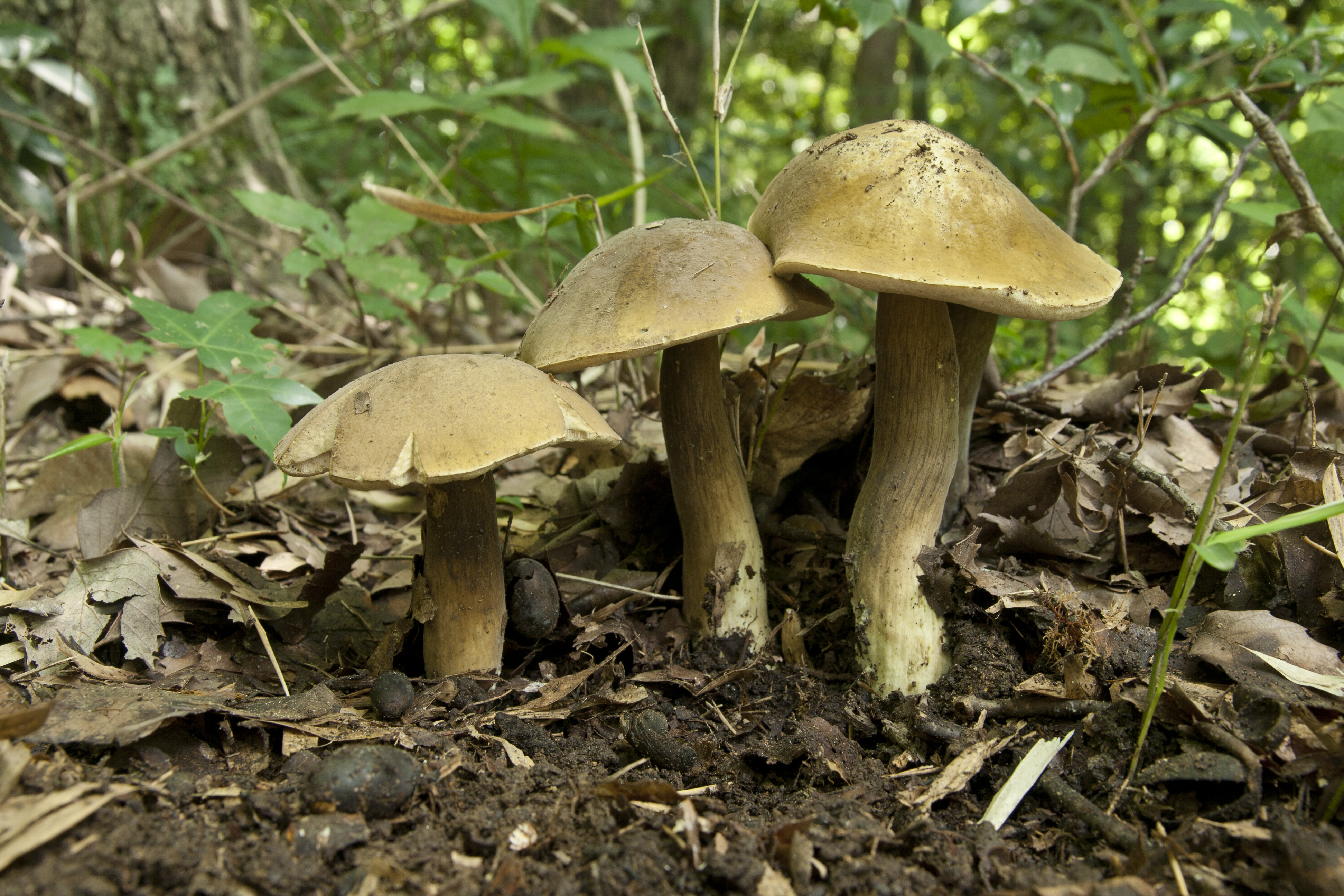
コビチャニガイグチ（媚茶苦猪口）
媚茶色のキノコ

媚茶（こびちゃ）は、江戸時代の流行色の1つ。やや黒ずんだ黄褐色。
元の名を昆布茶（こぶちゃ）といい、海藻のコンブの色を写したものだが、「異性に媚びるような艶っぽい色」という意味の「媚茶」の字を当てられて流行した。

## 概要
『守貞謾稿』には「媚茶は天保年江戸に行はれ」と、天保の頃に流行したと書かれている。
ヤマモモの樹皮を使用し、鉄媒染で染める。媒染剤にはお歯黒に使用する鉄漿（酸化鉄の溶液）が用いられた。